# Віконний інтерфейс

Віконний інтерфейс

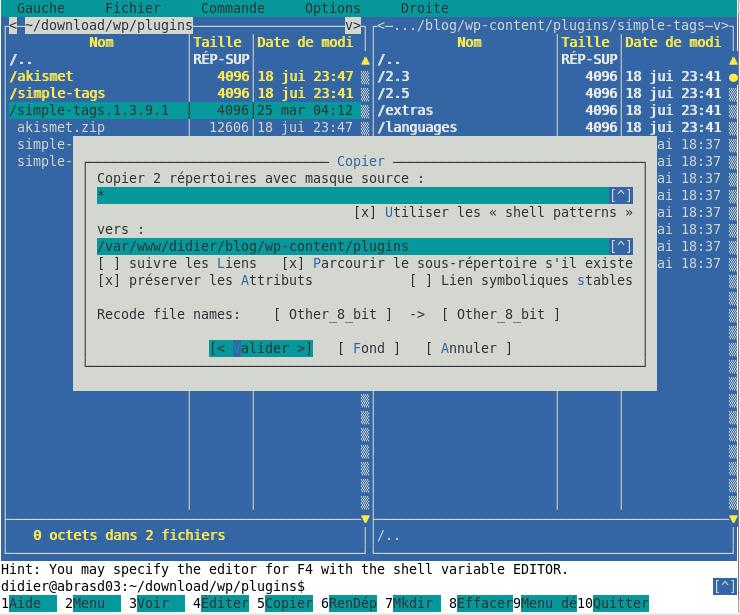
Приклад віконного інтерфейсу в текстовому режимі (файловий менеджер Midnight Commander) — кілька вікон (дві файлові панелі та діалогове вікно поверх них) «над» екраном командного рядка, розташованих один поверх одного

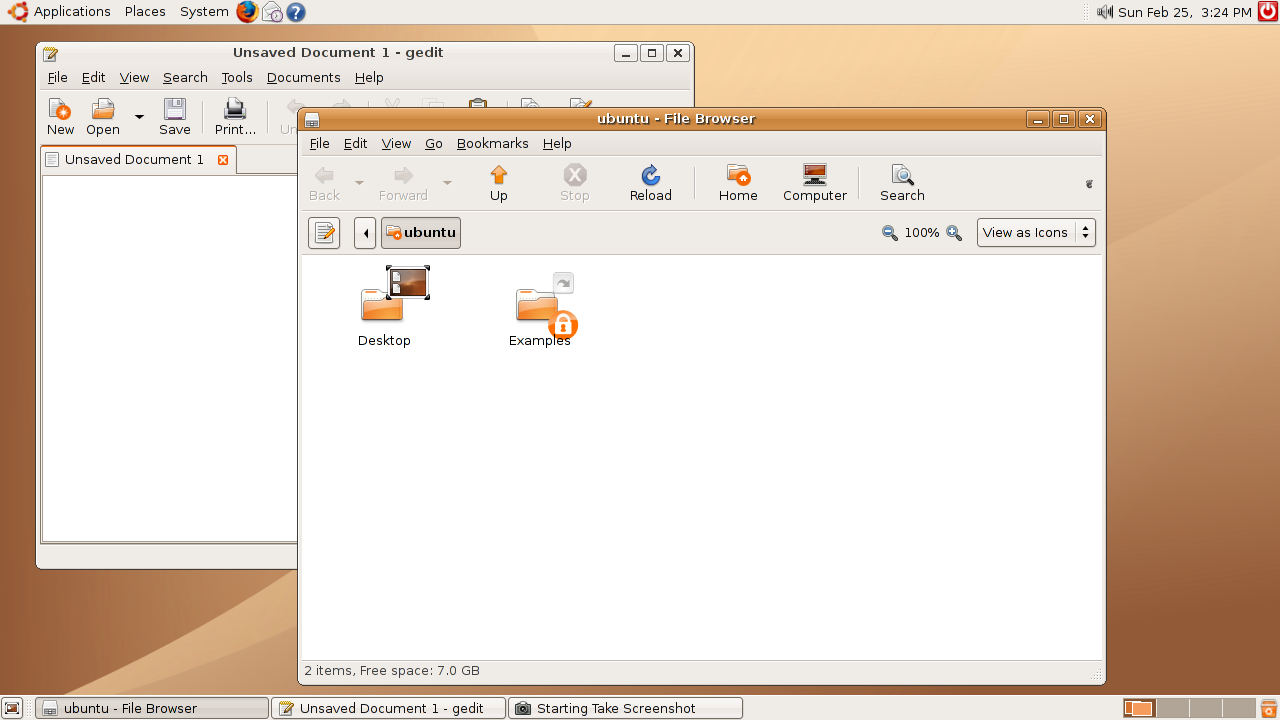
Приклад віконного інтерфейсу наживо. Середовище робочого столу GNOME

Віконний інтерфейс — спосіб організації повноекранного інтерфейсу програми (різновид графічного інтерфейсу), в якому кожна інтегральна частина розташовується в графічному вікні — власному субекранному просторі, що знаходиться в довільному місці «над» основним екраном. Кілька вікон, одночасно розташованих на екрані, можуть перекриватися, віртуально перебуваючи «вище» або «нижче» один щодо одного.
Віконний інтерфейс реалізується як в графічному, так і в текстовому режимі (найбільш відомою (неповною) реалізацією віконного інтерфейсу в текстовому режимі є програма-оболонка Пітера Нортона «Norton Commander» і її численні модифікації). Однак найбільшу популярність він завоював завдяки операційним системам з графічними віконними оболонками (Mac OS, Microsoft Windows) і зараз є найпопулярнішим видом призначеного для користувача інтерфейсу.

## Властивості
Вікно зазвичай має прямокутну форму, зазвичай з обрамленням і/або кольором тла, відмінним від кольору основного екрана. За необхідності вікно має заголовок (з поясненням функції) і органи управління. Іноді використовуються різні ефекти для додання відчуття об'ємності інтерфейсу, в тому числі:
- «тіні» — затемнення під вікном зі зсувом (як правило, вправо-вниз, припускаючи наявність світла зліва-зверху). У графічному режимі тіні також можуть відкидати інші елементи інтерфейсу, наприклад вказівник миші;
- створення ілюзії опуклих і втиснули структур — смуг, написів, знижених або підвищених областей (наприклад, кнопок), рамок тощо. смуг підвищеної та зниженої яскравості та напівтоновими переходами (для імітації криволінійних поверхонь);
- повна або часткова (напів-) прозорість вікна — просвічування крізь «підкладки» або інших вікон (можливо тільки в графічному режимі).

Віконний інтерфейс мають оболонки більшості операційних систем, і, в цьому випадку, вікно може бути окремою запущеною програму (завданням). Процедури підтримки віконного інтерфейсу покликані відмальовувати екран з розташованими «поверх нього» вікнами та розподіляти введення користувача між ними (за існування кількох рівноправних вікон введення користувача здійснюється в те, що наразі є активним).

## Різновиди
Програми з класичною (повноекранною) організацією екрану можуть використовувати елементи віконного інтерфейсу (підвікна) для: організації меню, вікон повідомлень та діалогів.
Програми з повною реалізацією віконного інтерфейсу окремо працюють з окремими підзавданнями в різних вікнах. Така програма може одночасно відкривати / працювати з декількома документами, поміщаючи їх в окремі підвікна (наприклад, багатовіконний редактор з документом в кожному вікні). Організацію цих підвікон в подібних програмах реалізують декількома способами:
- одновіконний режим (SDI)
- багатовіконний режим (MDI, TDI)
- псевдобагатовіконний режим (PMDI)

(деякі програми підтримують кілька таких режимів, з можливістю перемикання між ними, напр. Kate, gedit, AkelPad).
Також одновіконний режим може підтримувати систему фреймів, за якої загальне вікно розбите на кілька функціонально незалежних областей, фреймів (кватирок)4[джерело?]
За повної реалізації основний екран «під вікнами» розвантажується і може бути використаний для будь-яких глобальних (тлових) завдань. Повна реалізація, як правило, передбачає наявність миші, для простого перемикання між вікнами та управління ними (переміщення, зміни розмірів, приховування, закриття тощо).
Також існує різновид вікон (званих модальними), які «монополізують» фокус призначеної для користувача уваги, і продовжити роботу з програмою можна лише після закриття (виконання запиту) такого «модального» вікна.

## Програми та середовища з віконним інтерфейсом
Більшість сучасних операційних систем мають невіднятний або опціональний віконний графічний користувацький інтерфейс, який реалізує вікно в якості основи взаємодії з користувачем.
Віконна операційна система дозволяє користувачеві одночасно працювати з різними програмами. Кожна програма працює в окремому вікні, що займає окремий простір на екрані, зазвичай у формі прямокутника. Більшість операційних систем надають користувачеві основні функції роботи з вікнами: перенесення, зміна розміру вікна, фокусу вікна і так далі.
Деякі віконні системи, наприклад X Window System, мають також мережевою структурою, що дозволяє користувачеві працювати з графічними програмами на віддалених вузлах-клієнтах.

### Приклади ОС з віконним інтерфейсом
- 8½ і rio (віконна система)[en] для Plan 9
- GEM
- Fresco / Berlin
- NEXTSTEP
- AmigaOS # Workbench в AmigaOS
- Quartz для Mac OS X
- X Window System для Unix-подібних ОС
- Y Window System
- Microsoft Windows
- Mac OS
- Palm OS
- Chrome OS